# تويت ديك
تويت ديك (بالإنجليزية: TweetDeck) هو تطبيق لوحة معلومات لوسائل التواصل الاجتماعي لإدارة حسابات موقع التواصل الاجتماعي تويتر. في الأصل كان تطبيقًا مستقلاً، ثم استحوذت عليه لاحقًا شركة تويتر وقامت بدمجه في واجهة تويتر. كان التطبيق واحدًا من أكثر تطبيقات الطرف الثالث شهرةً لمنصة تويتر من حيث نسبة التغريدات المنشورة عبره، إلى جانب عميل الويب الرسمي لمنصة تويتر والتطبيقات الرسمية لأجهزة آيفون وأندرويد.
مثل تطبيقات تويتر الأخرى، فإنه يتعامل مع واجهة برمجة التطبيقات الخاصة بتويتر للسماح للمستخدمين بإرسال واستقبال التغريدات وعرض الملفات الشخصية.
يمكن أيضًا استخدامه كتطبيق ويب، وحتى عام 2015، كان من الممكن استخدامه أيضًا كتطبيق كروم، وحتى عام 2022 يمكن استخدامه أيضًا كتطبيق ماك أو إس، ويتم الآن إعادة توجيه المستخدمين إلى تطبيق الويب.

## تاريخ المنتج
4 يوليو 2008 - تم إطلاق الإصدار الأول من تويت ديك، وهو في الأصل تطبيق تويتر مستقل بواسطة إيان دودسوورث.
19 يونيو 2009 - تم إصدار نسخة الآيفون.
مايو 2010 - تم إصدار نسخة الآي باد.
أكتوبر 2010 - إتاحة إصدار أندرويد بعد فترة تجريبية عامة.
25 مايو 2011 - استحواذ شركة تويتر على تويت ديك.
15 سبتمبر 2011 - غرد تويت ديك بأنه سيتم إصدار تحديثات جديدة لجميع الإصدارات وأنه "كجزء من عملية جعل تويت ديك أكثر اتساقًا مع موقع Twitter.com وتطبيقات تويتر للهاتف المحمول، فإننا سنزيل deck.ly من تطبيقاتنا." أعرب العديد من المستخدمين عن غضبهم من إزالة هذه الميزة في التعليقات على آي أو إس و متجر الأندرويد. سمح Deck.ly سابقًا للمستخدمين بنشر تغريدات تزيد عن 140 حرفًا.
8 ديسمبر 2011 - أصدر تويتر إصدارًا جديدًا بعنوان "TweetDeck by Twitter"، كجزء من إعادة تصميم تويتر لخدماته. تم تغيير تويت ديك من تطبيق أدوبي أير إلى تطبيق أصلي على ويندوز و ماك أو إس إكس في هذا الإصدار، مقدمًا بذلك إصدار ويب من تويت ديك للمتصفحات القائمة على ويب كيت استنادًا إلى تويت ديك القائم على تطبيق جوجل كروم. أسقط التحديث دعم لينكد إن، وجوجل باز، وفورسكوير وماي سبيس.
4 مارس 2013 - أعلنت تويت ديك في منشور مدونة أنها ستعلق إصدارات الهاتف المحمول من تويت ديك بما في ذلك تويت ديك آير وتويت ديك للآيفون وتويت ديك لنظام الأندرويد، والتي تمت إزالتها من متاجر التطبيقات الخاصة بها في مايو. قال موقع تويت ديك أننا "سنركز جهودنا التنموية على إصداراتنا الحديثة القائمة على الويب".
مايو 2013 - تم إبلاغ المستخدمين بأن "فيسبوك لم يعد مدعومًا في تويت ديك" ، وستتم إزالة حسابات فيسبوك وأعمدة فيسبوك في 7 مايو توقفت جميع النسخ غير الرسمية من تويت ديك عن العمل في أوائل مايو 2013 بسبب الإصدار 1.1 من واجهة برمجة التطبيقات التقييدية.
25 يوليو 2013 - في تمام الساعة 12:00 ظهرًا بتوقيت شرق الولايات المتحدة، أوقف تويتر النسخة الأولى من واجهة برمجة التطبيقات، والتي أغلقت فعليًا إصدارات أندرويد وآي أو إس وأير من تويت ديك.
11 ديسمبر 2013 - بدأ تويتر في السماح لمستخدمي تويت ديك الجدد بتسجيل الدخول باستخدام أسماء المستخدمين وكلمات المرور الخاصة بهم على تويتر، مما أدى إلى إزالة حاجز الدخول السابق الذي يتطلب من المستخدمين تسجيل حساب تويت ديك منفصل. في منشور مدونة ، قال تويتر: "عندما يكون تسجيل الدخول الفردي متاحًا بالكامل لجميع المستخدمين الحاليين، سنجعل أيضًا أن يكون من الممكن دمج إعدادات وتفضيلات تويت ديك الحالية الخاصة بك بسلاسة".
11 يونيو 2014 - تم اكتشاف ثغرة أمنية في البرمجة النصية العابرة المواقع في تويت ديك، مما أدى إلى تغريدة ذاتية التكرار أثرت على أكثر من 83,000 مستخدم على تويتر.
15 أبريل 2016 - توقف تطبيق ويندوز عن العمل في 15 أبريل 2016.
1 يوليو 2022 - توقف تطبيق ماك أو إس عن العمل، حيث تم توجيه المستخدمين إلى موقع تويت ديك على الويب بدلاً من ذلك.

## تويت ديك المحدودة (شركة)
بعد عام من إطلاق تويت ديك في عام 2008 ، تلقى إيان دودسوورث تمويلًا أوليًا بقيمة 300,000 دولار أمريكي من مجموعة "Accelerator Group" وشركة "Betaworks" ورواد الأعمال: هوارد ليندزون، وتافيت هينريكس، وجيري كامبل وروجر إهرنبرغ، وبريان بوكورني، وبيل تاي. قامت الشركة بجمع جولة تمويل من السلسلة الأولى مع العديد من هؤلاء المستثمرين أنفسهم، ورون كونواي وداني ريمر ومجموعة SV Angel.
في 25 مايو 2011 ، اشترت شركة تويتر تطبيق تويت ديك مقابل 25 مليون جنيه إسترليني، بعد حرب مزايدة مع شركة أوبر ميديا التي يمتلكها بيل تي غروس.
في 22 يناير 2013 ، تلقى مديرو تويتر الأمريكيون خطابًا من وكالة كومبانيز هاوس (مسجل الشركات في المملكة المتحدة) يحذرهم من أن شركتهم الفرعية في المملكة المتحدة التي تسمى تويت ديك المحدودة معرضة لخطر الإغلاق، بسبب عدم الوفاء بالمواعيد النهائية المحاسبية. لم يكن لهذا أي تأثير على المنتج أو الخدمة التي كانت تديرها شركة تويتر في ذلك الوقت ، وليست شركة تويت ديك، والتي تم شطبها رسميًا من السجل التجاري من قبل وكالة كومبانيز هاوس نفسها، وتم حلها، بسبب الإخفاق في تقديم حسابات لعام 2011.

## روابط خارجية
- الموقع الرسمي